# Vranov nad Dyjí
Vranov nad Dyjí är en köping i Tjeckien.   Den ligger i distriktet Znojmo och regionen Södra Mähren, i den sydöstra delen av landet, 170 km sydost om huvudstaden Prag. Vranov nad Dyjí ligger 319 meter över havet och antalet invånare är 878.